# Exposition Park Rose Garden
La Exposition Park Rose Garden (Rosaleda del Parque de la Exposición) es un jardín hundido histórico 7 acres (28,000 m²) localizado en Exposition Park en Los Ángeles, California. Ha sido denominado como "one of the city's best-kept secrets" (uno de los secretos mejor guardados de la ciudad). Ha sido añadido al National Register of Historic Places en 1991.